# Rosalind Cartwright
Rosalind Cartwright (New York, 30 dicembre 1922 – Chicago, 15 gennaio 2021) è stata una neuroscienziata statunitense, dal 2008 Professore Emerito di Neuroscienze al Rush University Medical Center dell'Università di Chicago.

## Biografia
Compie i suoi studi di psicologia all'Università di Toronto nel campo della psicologia clinica e sociale con approfondimenti nel campo dell'antropologia. Dopo alcuni anni di insegnamento universitario a Toronto, si trasferisce a Chicago dove all'Università dell'Illinois fonda un pionieristico laboratorio  per lo studio del sonno, con particolare attenzione al sonno REM e all'attività onirica connessa a questa fase del sonno, attraverso centinaia di registrazioni polisonnografiche ed analisi dei report dei sogni da parte di volontari sani, pazienti con disturbi del sonno e disturbi affettivi. È in questi primi anni dedicati allo studio del sonno che Rosalind Cartwright si dedica in particolare alla valutazione dei rapporti tra l’effetto stressante del divorzio e della relativa depressione sul contenuto dei sogni, nella fase acuta di tali eventi e nella fase di recupero. Successivamente i suoi interessi nel campo verteranno anche sugli aspetti clinici e fisiopatologici delle parasonnie del sonno NREM, quali il pavor nocturnus e il sonnambulismo, argomenti  cui ha  dedicato numerosi articoli e saggi.

## Gli studi: i rapporti tra attività onirca e depressione, fisiopatologia delle parasonnie NREM
Di importanza fondamentale sono i suoi contributi scientifici per la comprensione del significato del sonno REM e dell'attività onirica nella fisiopatologia della depressione e per la definizione diagnostica del sonnambulismo. Di quest'ultimo aspetto studiò le forme estreme, anche con risvolti forensi, come nel caso di Scott Falater, per il quale svolse una celebre consulenza medico-legale. Globalmente nell'ambito delle Neuroscienze gli studi di Rosalind Cartwright sono di grande interesse per  la comprensione delle funzioni neurobiologiche del sonno e del sogno e dei complessi rapporti mente-cervello.

## Opere
I libri di Rosalind Cartwright sono disponibili soltanto in lingua inglese eccetto :
- I sogni nei periodi di crisi. Esercizi pratici per l’intervento sui sogni, in collaborazione con Lynne Lamberg, Astrolabio editore, 1993.

Tra le principali opere in lingua inglese si segnalano:
- The Twenty-four Hour Mind: The Role of Sleep and Dreaming in Our Emotional Lives., Oxford University Press, 2010;
- Night Life: Explorations in dreaming, Prentice Hall, 1977;
- A Primer on Sleep and Dreaming, Addison-Wesley Pub, 1978.

Rosalind Cartwright è inoltre autrice di 115 articoli in lingua inglese su riviste internazionali di psicologia, psichiatria e medicina del sonno e di oltre 60 capitoli di libri scientifici.

## Riconoscimenti
Rosalind Cartwright ha ricevuto nella sua lunga carriera numerosi alti riconoscimenti per i suoi studi, tra cui:
- Honorary Degree, Doctor of Letters, Elmhurst College, Elmhurst IL, 1988.
- Eminent Woman in Psychology, 90th Annual A.P.A. Convention, 1988.
- Award for Distinguished Contributions to Basic Research in Psychology, American Association of Applied and Preventive Psychology, 1993.
- Outstanding Contribution to the Profession of Psychology Award, Illinois Psychological Association, 2000.
- Distinguished Scientist Award, Sleep Research Society, 2002[3].